# Therme Vals
De Therme Vals is een kuuroord bestaande uit een hotel met een thermaalbad gelegen in het Zwitserse Vals, ontworpen door de architect Peter Zumthor. Het is gebouwd op een warmwaterbron.

## Geschiedenis
De Duitse vastgoedmakelaar Karl Kurt Vorlop bouwde in de jaren 1960 een hotel en het bad. Nadat hij failliet ging, kocht de gemeente de gebouwen in 1983.
De nieuwe eigenaar, Remo Stoffel, kocht het hotel en de thermen in 2012. Hij wijzigde de naam van het hotel in 7132, de postcode van Vals. In maart 2015 presenteerde hij plannen voor een 381 m hoge hoteltoren, die het hoogste gebouw van Europa en het hoogste hotel van de wereld zou worden. De plannen deden tijdelijk veel stof opwaaien, maar werden niet gerealiseerd.

## Architectuur
Het huidige thermaalbad is ontworpen door de bekende architect Peter Zumthor. Het werd gebouwd tussen 1993 en 1996. Het is een betonnen constructie waarbij bepaalde delen bekleed zijn met Valser gneis, een gesteente dat lokaal gewonnen wordt.

## Galerij

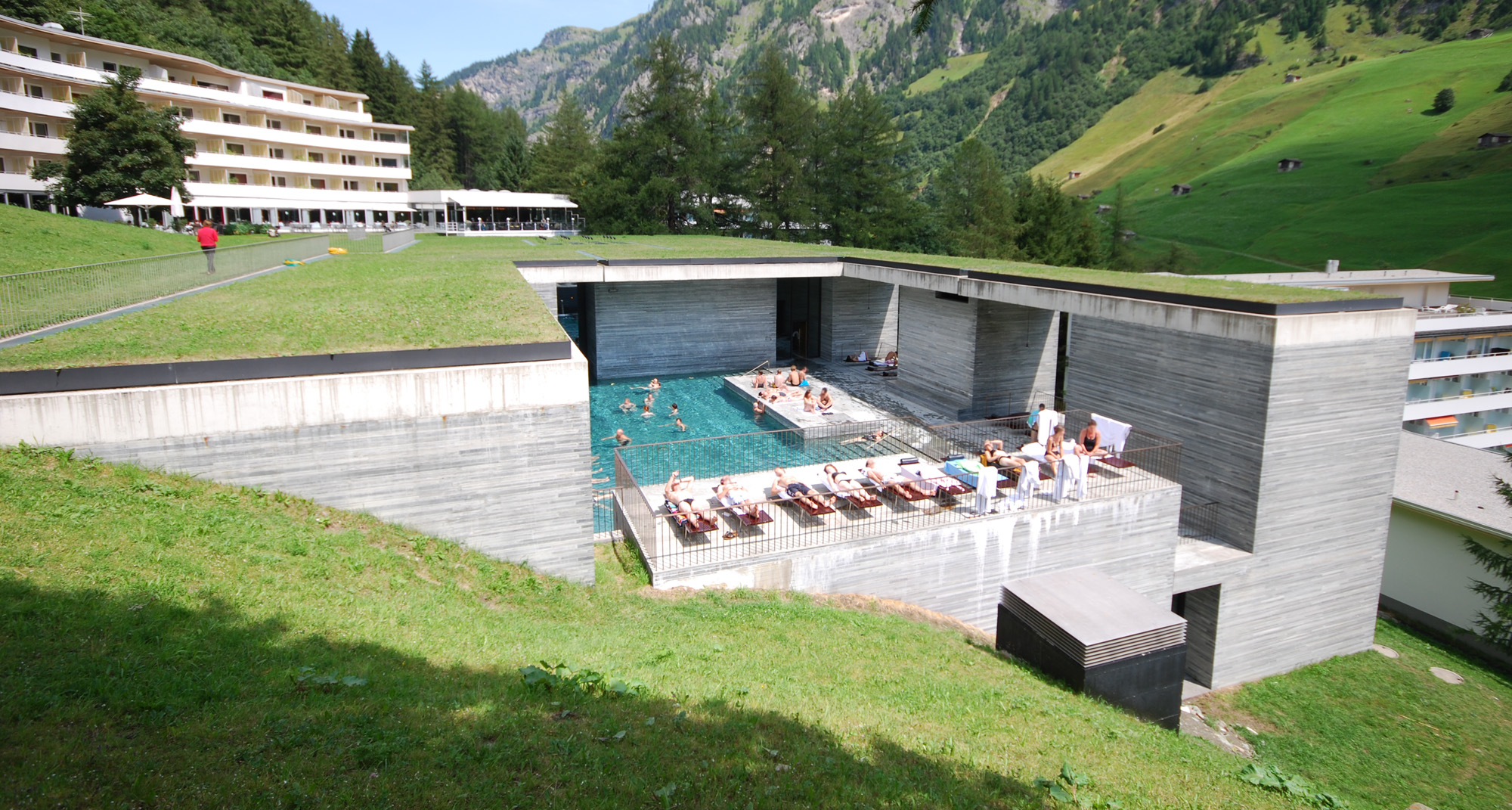
Het dak van het kuuroord in 2009
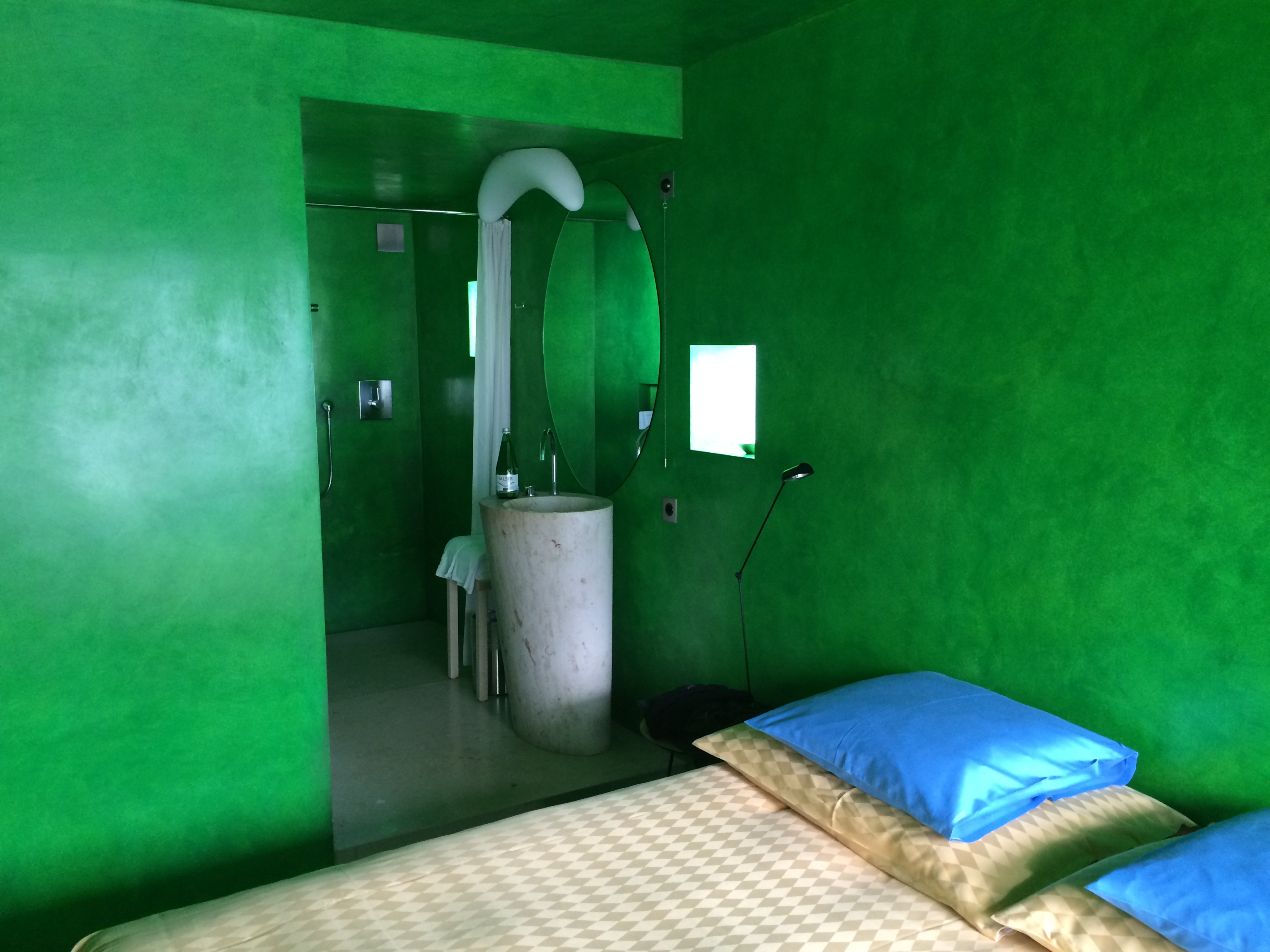
Een hotelkamer in het gebouw

## Trivia
- De music video voor het lied "Every Time" van Janet Jackson uit 1997 is gefilmd in de thermen.
- Het boek "Tout ce qui remue et qui vit" uit 2013 van de schrijver Isaac Pante speelt zich af in de thermen.
- Het stripboek ‘De magneet’ van Luca Harari gaat ook over de termen. En een legende in de streek.